# 迪爾城堡

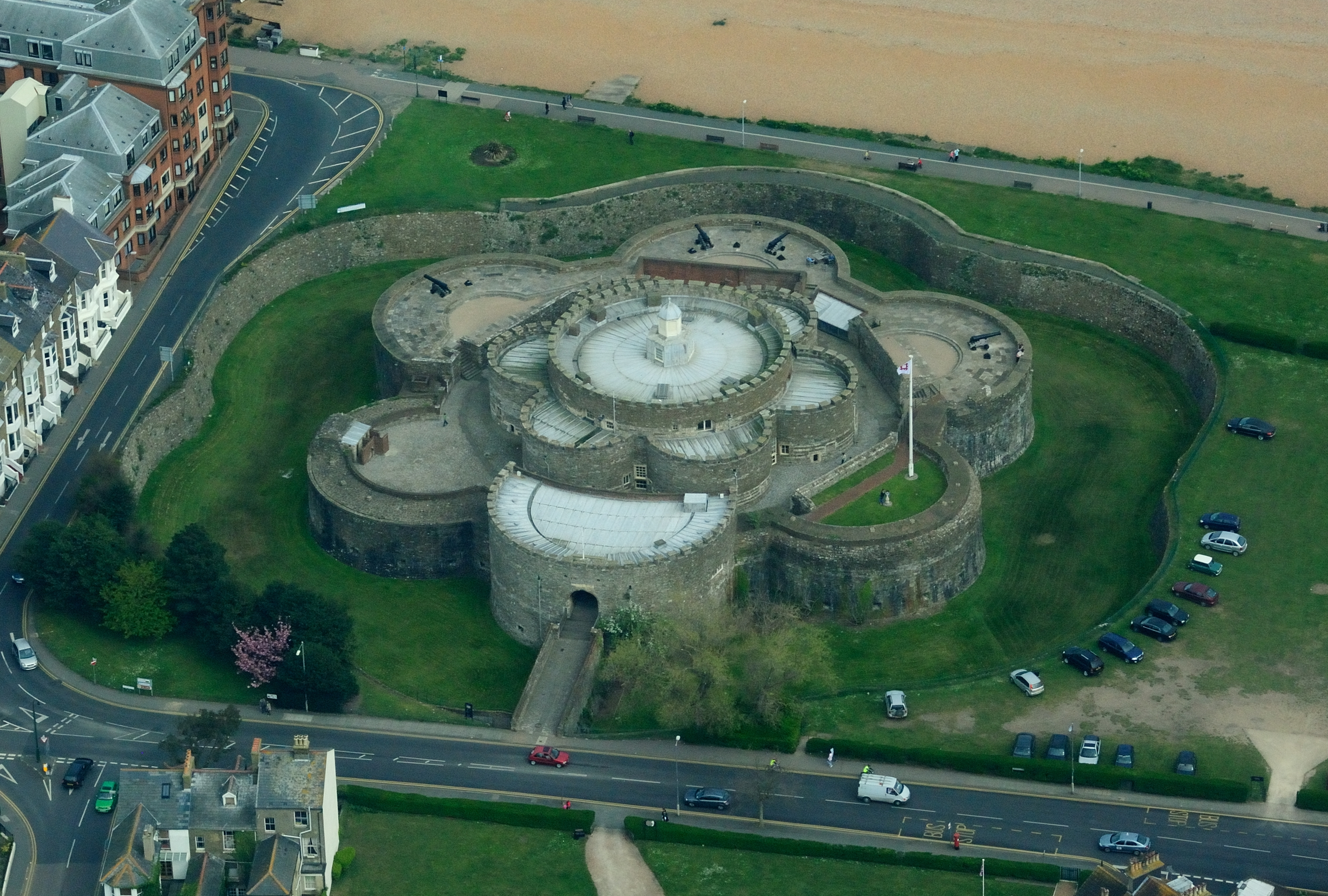

迪爾城堡（Deal Castle）是位於英格蘭肯特郡迪爾的一個城堡，其外表類似一朵玫瑰花。迪爾城堡現在被列入英格蘭遺產加以保護。迪爾城堡現在保存情況良好，仍然保留了修建時的原料。城堡修建於1539年至1540年。